# Michel Castellani (homme politique)
Pour les articles homonymes, voir Castellani.
Michel Castellani, né le 28 septembre 1945 à Bastia (Corse), est un homme politique français. Membre du parti autonomiste Femu a Corsica, il est député de la 1re circonscription de Haute-Corse depuis 2017.

## Biographie

### Jeunesse et études
Il est titulaire d'un doctorat en sciences économiques (1991), dirigé par Bernard Fustier, à l'université de Corse-Pascal-Paoli. Il est habilité à diriger des recherches en géographie depuis 1999,. 

### Parcours politique
De 1986 à 1992 et de 2010 à 2015, il est conseiller territorial de Corse. De 2014 à 2020, il est également conseiller municipal de Bastia, membre de la majorité municipale (Inseme per Bastia) ; il est adjoint au maire de la ville de 2014 à 2017. Pour les élections municipales de 2020, il est présent en dernière position sur la liste régionaliste victorieuse de Pierre Savelli.
Candidat à l'élection législative de 2017 avec pour suppléante Juliette Ponzevera (conseillère territoriale) sous la bannière de Pè a Corsica, il est élu au second tour avec 60,8 % des voix face au député sortant, Sauveur Gandolfi-Scheit (LR),. Il fait partie des trois députés nationalistes corses élus lors de ces élections.
À l'Assemblée nationale, après avoir été non-inscrit, il co-fonde en 2018 le groupe Libertés et territoires (LT), avec ses collègues autonomistes corses.